# Патријарх александријски Јоаким
Патријарх Јоаким Атињанин (јез-гр Πατριαρχης Ιωακειμ ο Πανυ; д. 1567) је био патријарх александријски (1487−1565. или 1567; са прекидом). Прославља се као светитељ 17. септембра.

## Биографија
Родом из Атине, са родитељима је напустио Грчку после османске најезде. На Синају је провео 12 година, 1480. стигао је у Палестину, где се зближио са будућим јерусалимским патријархом Германом.
Често посећујући Египат, Јоаким је стекао славу и ауторитет, а 1487. године, са 38 година, изабран је на патријаршијски престо у Александрији.
Патријарх Јоаким је стекао славу као подвижник, чију су побожност признавали чак и незнабошци.
Када је Египат окупирао турски султан Селим И (1512−1520), Јоаким је тражио гаранцију која ће обезбедити патријаршијске привилегије. Одржавао је везу са царским двором Русије, одакле је добијао новчану помоћ за одржавање патријаршијског престола. На иницијативу Цариградског сабора 1544. године, патријарх Јоаким је установио процедуру по којој све наредне синајске архиепископе треба да поставља јерусалимски патријарх.
Током дугог патријарховања, Јоаким је био сведок драматичних политичких промена на Блиском истоку: 1516−1517. године Турци су освојили Сирију и Египат, након чега су ове земље на неколико векова постале део Отоманског царства.
Руски монах Арсеније (Суханов), који је посетио Египат 1651. године, известио је да у Каиру стално живи 600 православних Арапа и Грка, а заједно са посетиоцима око хиљаду људи.
За патријарха Јоакима се везује легенда о великим чудима која су се десила молитвама светитеља. Када је у Египту беснела куга, један од непријатеља хришћанства, лекар по професији, проширио је међу Турке гласину да су за несрећу која их је задесила криви хришћани, који су наводно зачарали воду. Клевета је стигла до египатског султана, који је захтевао да му се доведе патријарх Јоаким ради објашњења. Султан је најпре имао дуг разговор са њим о вери, али, видећи да светац, са дубоким уверењем и јасним доказима, оправдава хришћанску веру и оповргава ислам, нареди му да оправда јеванђелске речи тако да помери  гору која се налазила поред Каира. Патријарх се није поколебао у вери – тражећи неколико дана за молитву, патријарх са верним хришћанима умилостиви Господа постом, бдењима и молитвама и замоли да их не срамоти. У одређено време, када се окупило мноштво народа, патријарх је рекао гори у Име Христово да се пресели са свог места и пређе на друго: гора се затресла у подножју и оставила своје место. Заустављена истим Христовим именом, добила је име на турском "дур-даго" ("постани гора"). Не знајући како да уздрмају православне, нападачи су припремили смртоносни отров и убедили султана да нареди патријарху да га попије, позивајући се опет на речи Христове. Султан је наредио да се патријарху сервира отров. Пун вере у моћ Крста Христовог, патријарх је благословио чашу са крстом, испио и остао неповређен. Након тога, испирајући чашу воде, патријарх је замолио лекара који је припремио напитак да га попије. Било је немогуће одбити, јер је сам султан то захтевао. Доктор је попио воду и умро. Када је цариградски патријарх Нифонт сазнао за ове чудесне догађаје, послао је епископа рандинског Акакија и светог Теофила у Александрију да детаљно сазнају и утврде шта се тамо догодило. Гласници су потврдили чудо.
Умро је 1567. године у 119. години.

## Канонизација и поштовање
Светог Јоакима је прославила Александријска православна црква, након чега је, одлуком Светог синода од 7. маја 2003. године, успомена на њега уврштена у диптих светих Руске православне цркве. 